# Pastýřská koruna
Pastýřská koruna (v anglickém originále The Shepherd's Crown) je humoristický fantasy román britského spisovatele Terryho Pratchetta, celkově v pořadí 41. z cyklu Úžasná Zeměplocha.
Jedná se o pátý (a zároveň poslední) román, jehož příběh se zaměřuje na mladou čarodějku Toničku Bolavou a její činy.

## Obsah
Bábi Zlopočasná umírá a vše odkazuje Toničce Bolavé. Elfové svrhnou Královnu víl z trůnu, vyženou jí z její říše a plánují ovládnout svět. Tonička se snaží převychovat Královnu víl a zároveň musí zabránit elfům v jejich plánu. Toničce i tentokrát pomáhají Nac Mac Fíglové, ale přidají se i další čarodějky, zejména Stařenka Oggová a Magráta Česneková, a další lidé.